# Roberta Valtorta
Roberta Valtorta (Milano, 11 febbraio 1952) è una storica e critica della fotografia italiana.

## Biografia
Formatasi con studi classici al Liceo-ginnasio Giovanni Berchet e laureatasi in lettere moderne con la storica dell'arte Marisa Dalai Emiliani presso l'Università degli Studi di Milano con una tesi dedicata alla fotografia di famiglia e alla memoria, nel 1976 inizia a occuparsi di fotografia lavorando nella redazione delle riviste Progresso fotografico e Zoom edizione italiana fino al 1983. Dopo una breve collaborazione con la galleria Il Diaframma di Lanfranco Colombo, dal 1984 al 2024 insegna presso il CFP Riccardo Bauer di Milano Storia dell'Arte e della Fotografia. Oggi vi collabora come consulente per la didattica. Dal 2020 insegna Teoria e Tecnica della Fotografia alla Università IULM di Milano.
Dal 1987 al 1997 cura il progetto Archivio dello spazio, vasta campagna fotografia nell'ambito del  progetto Beni Architettonici e Ambientali della Provincia di Milano diretto da Achille Sacconi. Dal 1989 al 1996 collabora con l'Archivio della Comunicazione dell'Immagine per l'Etnografia e la Storia Sociale della Regione Lombardia. Dal 1992 al 2000 collabora con l'Istituto di Fotografia Paolo Monti di Milano per la valorizzazione dell'opera del fotografo. Dal 1994 al 1998 è direttore editoriale della collana di libri di fotografia Art& di Udine.
Dal 1998 al 2004 è consulente della Provincia di Milano per la progettazione del Museo di fotografia contemporanea di Cinisello Balsamo, di cui scrive il progetto nel 1996 e di cui è stata direttrice scientifica dal 2005 al 2015 (con Gabriella Guerci direttore di produzione), creandone le collezioni (2 milioni di immagini e 20.000 libri) e le strategie di posizionamento a livello europeo e di radicamento nel territorio. 
Ha insegnato anche all'Università degli Studi di Udine (1998-2002), all'Università degli Studi di Roma-Tor Vergata (1999-2001), alla Facoltà del Design di Milano (2006-2008), al Master di Alta Formazione sull'Immagine Contemporanea di Modena (2011-2017). Ha all'attivo numerosi volumi di storia e teoria della fotografia, e quasi novanta mostre in Italia e in Europa. Dal 2008 è membro del Comitato direttivo della SISF - Società per lo studio della fotografia in Italia, e dal 2018 ne è il vicepresidente insieme a Monica Maffioli (presidente Giovanni Fiorentino). Dal 2017 fa parte del comitato scientifico di "RSF" - Rivista di Studi di Fotografia. Dal 2019 fa parte del comitato scientifico del journal "Photographies" (Taylor & Francis). Nel 2020-2021 è stata consulente per la fotografia dell'Enciclopedia dell'Arte Contemporanea Treccani.

## Opere
- Mappa-mondo. Fotografie di dieci paesi in Sicilia, Dario Cimorelli Editore, Milano 2024 ISBN 9791255 612827
- Storie della fotografia in Italia (con Giovanni Fiorentino e Monica Maffioli), Pearson, Milano 2024.
- Gabriele Basilico. Scritti e conversazioni sulla fotografia 1970-2012, Dario Cimorelli Editore, Milano 2023 ISBN 9791255 610380
- Chiedi alla fotografia, Forum Editrice Universitaria, Udine 2022 (intervista di Marisa Dalai Emiliani)  ISBN 978 88 3283 362 1
- Moira Ricci. 20.12.53-10.08.04, Corraini, Mantova 2023  ISBN 9791254930427
- Un percorso interiore e pubblico. In Take Me To Live with You. A Social Family Album. Kehrer Verlag, Heidelberg 2021 ISBN 978-3-96900-049-6
- Vincenzo e Francesco Radino. Dialogo familiare, Silvana Editoriale, Cinisello Balsamo 2021
- Chiedi alla fotografia, Forum Editrice Universitaria, Udine, 2022, ISBN 978-88-3283-362-1
- Francesco Radino. Fotografie/Photographs 1968-2018, Cinisello Balsamo, Silvana Editoriale, 2019, ISBN 978-88-366-4476-6
- Giostre. Storie, immagini, giochi, Milano, Silvana Editoriale, 2019, ISBN 978-88-366-4320-2
- Paolo Gioli. Transfer di volti dell'arte, Milano, Postmedia Books, 2018 ISBN 978-88-7490-203-3
- Pietro Donzelli. Terra senz'ombra. Il Delta del Po negli anni Cinquanta (con Renate Siebenhaar), Silvana Editoriale, Cinisello Balsamo 2017.
- Patrick Tosani. La forma delle cose, Silvana Editoriale, Cinisello Balsamo 2016.
- Ieri-Oggi-Milano, Capolavori del Museo di Fotografia Contemporanea, Masterpieces from the Museo di Fotografia Contemporanea, Cinisello Balsamo, Silvana Editoriale, 2015, ISBN 978-88-366-3172-8.
- 2004-2014, opere e progetti del Museo di Fotografia Contemporanea, Cinisello Balsamo, Silvana Editoriale, 2014.
- Luogo e identità nella fotografia italiana contemporanea, Torino, Einaudi, 2013, ISBN 978-88-06-21490-6
- Mimmo Jodice, Milano, Bruno Mondadori Editore, 2013, ISBN 978-88-6159-889-8
- Roberto Salbitani. Storia di un viaggiatore , Postcart, Roma 2013, ISBN 978-88-98391-12-7
- Joachim Schmid e le fotografie degli altri, Johan & Levi, Monza 2012.
- Gabriele Basilico. Milano. Ritratti di fabbriche 1978-1980, Milano, Motta Editore, 2009, ISBN 88-7179-627-6
- Fotografia e committenza pubblica. Esperienze storiche e contemporanee, Milano, Lupetti Editori di Comunicazione, 2009, ISBN 978-88-8391-197-2
- Il museo, le collezioni - the museum, the collections #2, Cinisello Balsamo, Silvana Editoriale, 2009, ISBN 978-88-366-1418-9.
- Paolo Monti. Scritti e appunti sulla fotografia, Milano, Lupetti Editori di Comunicazione, 2008, ISBN 978-88-8391-274-0
- Il pensiero dei fotografi. Un percorso nella storia della fotografia dalle origini a oggi, Milano, Bruno Mondadori, 2008, ISBN 978-88-6159-248-3
- Paolo Gioli. Volti attraverso. Tokyo 1996, Folini Arte Contemporanea, Chiasso, 2007.
- Alterazioni. Le materie della fotografia tra analogico e digitale, Milano, Museo di Fotografia Contemporanea/Lupetti Editori di Comunicazione, 2006, ISBN 88-8391-103-2
- Volti della fotografia. Scritti sulle trasformazioni di un'arte contemporanea, Milano, Skira, 2005, ISBN 88-8491-904-5
- Vittore Fossati. Appunti per una fotografia di paesaggio, Caraglio, Edizioni Marcovaldo, 2004, ISBN 88-88597-17-4
- È contemporanea la fotografia?, Milano, Lupetti Editori di Comunicazione, 2004, ISBN 88-8391-137-7
- Il museo, le collezioni, Tranchida Editore, Milano 2004.
- Racconti dal paesaggio, 1984-2004. A vent'anni da Viaggio in Italia, Milano, Lupetti Editori di Comunicazione, 2004, ISBN 88-8391-142-3
- Paolo Gioli. Polaroid in bianco e nero e a colori su carta da disegno 1987-1998, Folini Arte Contemporanea, Chiasso 2004.
- Mimmo Jodice, Milano, Federico Motta Editore, 2003, ISBN 88-7179-389-7
- La catalogazione della fotografia/La documentazione fotografica dei beni culturali (con Gabriella Guerci ed Enzo Minervini), Museo di Fotografia Contemporanea, Cinisello Balsamo-Milano, 2003.
- Pagine di fotografia italiana 1900-1998, Milano, Charta, 1998, ISBN 88-8158-177-9
- con Achille Sacconi, 1987-1997, Archivio dello spazio. Dieci anni di fotografia italiana sul territorio della provincia di Milano, Udine, Art&, 1997, ISBN 88-86550-45-6
- Paolo Gioli. Fotografia, grafica, dipinti, film, Udine, Art&, Udine, 1996, ISBN 978-88-86550-18-5
- Paolo Gioli. Sconosciuti, Art&, Udine 1995
- con Gabriele Basilico, Alberto Bianda, Luca Patocchi, L'esperienza dei luoghi. Fotografie di Gabriele Basilico 1978-1993, Lugano/Udine, Galleria Gottardo/Art&, 1994, ISBN 88-86550-04-9
- Mimmo Jodice. Tempo interiore, Contrejour/Federico Motta Editore, Parigi/Milano 1993
- Enzo Sellerio fotografo ed editore, WAP, Verona 1991
- Paolo Gioli. Obscura la natura riflessa, Electa, Milano 1986
- Paolo Monti. Laboratorio ossolano, Istituto di Fotografia Paolo Monti, Milano 1985

| Controllo di autorità | VIAF (EN) 51748675 · ISNI (EN) 0000 0001 2132 8062 · SBN CFIV115504 · LCCN (EN) nr88010082 · GND (DE) 130073261 · BNE (ES) XX840235 (data) · BNF (FR) cb12271767p (data) · J9U (EN, HE) 987007391448905171 |